# Бахад
Бахад (ивр. בה"ד‎, общепринятое сокращение от ивр. בסיס הדרכה‎, «База обучения») - военная учебная база в Армии обороны Израиля, орган АОИ, ответственный за профессиональную подготовку военнослужащих различных корпусов армии. Большинство этих учебных заведений обеспечивают также начальную подготовку по различным предметам (после базовой подготовки), повышение квалификации и завершение военно-морского курса офицеров. Большинство учебных баз были созданы в 1950-х годах, и сейчас их уже больше двадцати.

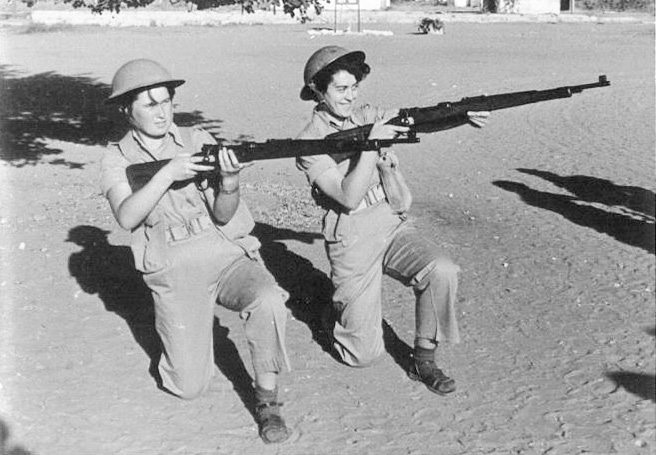
Новички-девушки на Бахад-12

Каждый «бахад» имеет дело с определенной областью военного направления, например с правоохранительными органами или логистикой. Как правило, каждый бахад относится к определенному военному корпусу и проводит все курсы, требуемые соответствующим корпусом. Некоторые учебные базы также обучают новобранцев корпуса.

## История
Раньше базовая подготовка проводилась на специальной общевойсковой базе призывников, и только после неё солдаты проходили дальнейшее обучение в своих подразделениях. В 2005 году Армия обороны Израиля приступила к реализации программы «Базовое обучение», согласно которой базовая подготовка передаётся в подразделения, в которых в дальнейшем будут служить призывники с первого дня призыва. Программа реализована в части подразделений, таких как корпус связи и сетей, корпус разведки, корпус логистики, корпус технологии и эксплуатации, корпус образования молодёжи, корпус людских ресурсов, ВВС и ВМС.
1 декабря 2003 года был заложен краеугольный камень проекта «Город учебных баз», согласно которому все учебные базы лагеря «Црифин» и дополнительные учебные базы (Военных полицейских сил и Корпуса образования и молодежи) будут перенесены пустыню Негев в новый огромный лагерь площадью 200 000 квадратных метров. В апреле 2007 года правительство Израиля одобрило проект, и по состоянию на 2018 год семь учебных баз уже завершили переход на новую базу.